# Église Notre-Dame de Voncq
L'église Notre-Dame est une église située à Voncq, en France.

## Description
Le bâtiment semble un peu trapu, avec une tour-porche massive et une nef relativement courte, construite à une époque où ces édifices gardaient un rôle de refuge. Parmi les éléments remarquables figure le portail sud, de style flamboyant, remarquablement sculptée avec ses voussures et ses pieds-droits ornés d'entrelacs végétaux levés sur fond de gorges creuses. À l'intérieur, les ornements des chapiteaux du bas-côté nord sont intéressants, avec leurs feuilles de chêne, de vigne, de houblon et de mûriers entrelacés. Le chœur à cinq pans correspond à la partie la plus ancienne, avec des ogives portant sur des colonnettes baguées, ses formerets supportant les fenêtres et ses chapiteaux à feuilles et à crochets.
Parmi le mobilier sont à signaler l'autel du XVIIIe siècle à quatre colonnes corinthiennes de marbre aux chapiteaux dorés supportant un baldaquin, et la Vierge à l'enfant , une statue du XVIIe siècle sous le porche.

## Localisation
L'église est située sur la commune de Voncq, dans le département français des Ardennes. Voncq est sur un éperon dominant la vallée de l'Aisne. Le site est, dès l'époque romaine, situé sur une voie de communication importante, la voie menant de Reims à Trêves, et bien des siècles plus tard, sur la carte de Cassini, sur la voie menant de Reims à Sedan. L'église domine le village, placée sur la partie supérieure de l'ovale, au nord-est, dans lequel se sont longtemps inscrites les habitations. La cité a longtemps eu deux édifices religieux, l'un plus à l'ouest, consacré à Saint-Martin, existant dès le IXe siècle, jusqu'au XVIIe siècle, qui a disparu, et l'autre consacré à Notre-Dame,.

## Historique
La partie de l'édifice la plus ancienne, le chœur, date du XIIIe siècle. La tour-porche et la nef date du XVIe siècle. Un chapiteau à feuilles d'acanthe, datant de l'époque gallo-romaine a été retrouvé dans le sous-sol.
L'édifice est classé au titre des monuments historiques en 1920.